# Чёрная (река, впадает в Апалевское озеро)
Чёрная — река в России, протекает по Гдовскому району Псковской области. Впадает в озеро Апалевское, из которого сток осуществляется по реке Либевица в Плюссу. Длина реки — 13 км.
В Чёрную впадают справа Чечевинка и Грязница.

## Данные водного реестра
По данным государственного водного реестра России относится к Балтийскому бассейновому округу, водохозяйственный участок реки — Нарва. Относится к речному бассейну реки Нарва (российская часть бассейна).
Код объекта в государственном водном реестре — 1030000412102000027229.